# Corró d'escalfament

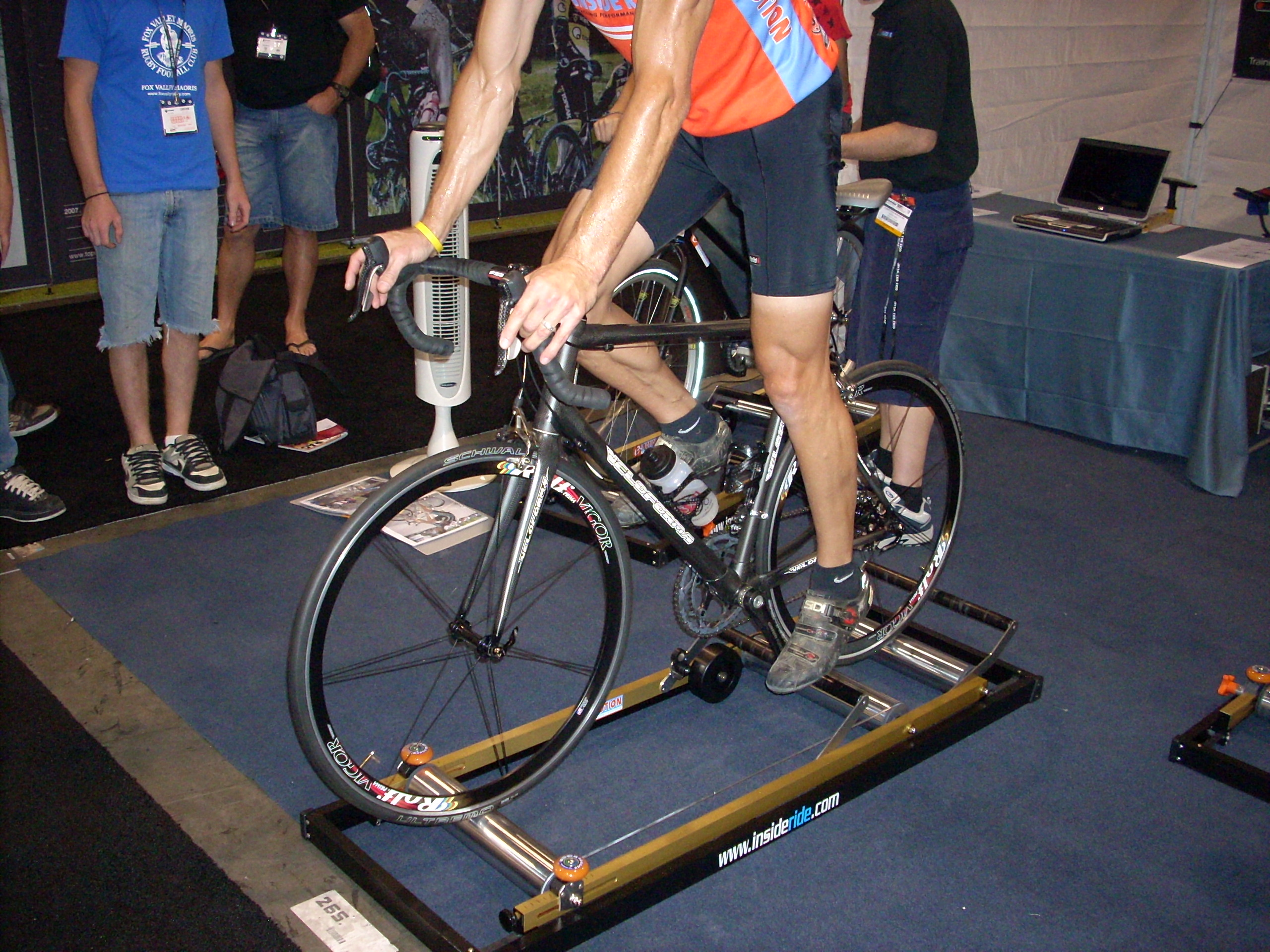
Un sistema de corrons flexible que permet el moviment longitudinal.

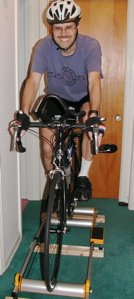

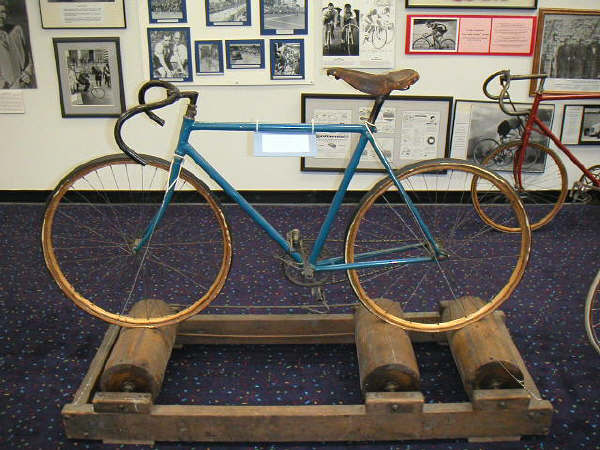
Antic corró de rutlla al Saló de la fama del ciclisme als Estats Units

Un corró d'escalfament, o corró ciclista és un dispositiu d'entrenament en bicicleta que disposa d'un o més corrons, i que permet la pràctica del ciclisme en interiors, permetent a la roda posterior o a totes dues rodes moure's sense avançar. S'acostuma a utilitzar per a escalfar abans de les competicions o per a entrenar quan les condicions climàtiques impedixen eixir en bici a l'exterior. Els corrons de bicicleta són gairebé tan antics com ella mateixa. Charles Minthorn Murphy es va fotografiar pedalant amb un d'ells el 1901.
Existeixen diversos tipus de corrons per a bicicleta:

## Corró de rutlles o d'equilibri
Funciona amb les dues rodes de la bicicleta i la seua principal característica és l'equilibri sobre la bicicleta. A diferència d'altres tipus de corrons de bicicleta, els de rutlles no s'unixen al quadre de la bicicleta i el ciclista ha d'equilibrar-se ell mateix als rodets durant l'entrenament. Els rodets del corró normalment consisteixen en tres cilindres, tambors o rodets (dos per a la roda posterior i un per a la davantera), damunt dels quals hi va la bicicleta. Una cinta connecta el corró mitjà amb el corró frontal, fent que la roda davantera de la bicicleta gire quan es pedala sobre la bicicleta. L'espai entre els corrons s'ajusta a la distància entre els eixos . Generalment, el corró frontal s'ajusta per estar lleugerament per davant de l'eix de la roda davantera.

### Mantindre's al corró de rutlles
Mantindre l'equilibri a la bicicleta sense caure del corró és un repte més per al ciclista i requereix de més equilibri i atenció que en altre tipus de corró per a bicicleta. Alguns ciclistes creuen que aquesta major atenció a l'equilibri millora l'entrenament, mentre que altres ciclistes prefereixen entrenadors més estables. Els corredors també fan servir els corrons per a millorar el seu equilibri, una habilitat necessària per anar a rebuf i en pilot durant les curses.
Els ciclistes novells solen col·locar els corrons al passadís o en un marc de porta on hi ha una paret propera per a que faça de suport en cas de caiguda. L'eliminació dels objectes punxeguts i perillosos de la zona és imprescindible i sovint s'ha de portar un casc, encara que s'estiga a l'interior. Els principiants descobreixen ràpidament que és més fàcil mantenir l'equilibri centrant-se en un punt a uns quants metres endavant, en lloc de mirar directament cap a la roda davantera. A més, és més fàcil mantenir-se en els corrons amb un engranatge més alt quan les rodes giren més ràpidament. A més, l'usuari no té s'impulsa mentre es troba en el corró de rutlles, cosa que redueix dràsticament la possibilitat de lesions en cas de pèrdua de l'equilibri o caiguda. Lleis de moviment de Newton, Segona llei de Newton.

### Construcció
Els corrons poden estar fets de fusta, aliatge d'alumini, o plàstic. L'aliatge d'alumini sol ser una bona opció perquè els corrons de plàstic solen doblegar-se i deformar-se de la seua forma cilíndrica després de l'ús. Alguns corrons també tenen una forma de cilindre còncav (parabòlic) per ajudar a mantenir el ciclista al centre dels corrons. El bastidor pot estar fabricat en acer soldat o alumini extruït. El marc pot plegar-se pel centre per emmagatzemar o transportar-lo.

### Variacions
Els corrons estan disponibles en diferents amplades (de 10" a 18") i diàmetres (de 4,5" a 2,25" per a una major resistència). Alguns corrons de bicicleta utilitzen dos tambors o cilindres davanters en lloc d'un.
Es pot afegir resistència fent que els rodets de gir menegen algun mecanisme addicional com ara un ventilador. Alguns corrons tenen un volant d'inèrcia intern al cilindre posterior, el que imita la resistència del món real a l'acceleració contínua.
És possible extreure la roda davantera i muntar la forquilla davantera en un suport (normalment es ven per separat) per duplicar l'estabilitat d'altres aparells d'entrenament.
Alguns corrons situen el marc del corró dins d'una estructura externa perquè es puguen moure (lliscar) endavant i endarrere, cosa que permet simular una pedalada extrema des del sellí, com si pujara una costera. Unes bandes o molles elàstiques estan unides fermament a cada cantó del bastidor i estiren i subjecten el marc del corró a l'estructura. Una bicicleta a la carretera es pot moure cap a davant i cap a darrere respecte al ciclista i aquests rodets intenten emular aquest efecte.

### Curses de corrons
Els corrons també es poden utilitzar per a fer curses de corrons (o Goldsprint si s'utilitzen bases per la forquilla). Es posen dues o més bicicletes sobre corrons uns al costat dels altres, els corrons estan connectats a un sistema de sincronització. Els sistemes de sincronització utilitzen electrònica moderna i projecció digital, o un rellotge analògic gran amb una mà per a cada ciclista que representa la distància recorreguda. Les curses de corrons van ser populars a la Gran Bretanya als anys 1950, sovint precedint pel·lícules de cinema o tenint lloc entre danses a les salons de ball. L'Associació Britànica d'Escoles de Ciclisme seguix la tradició de les veritables curses de corrons sense suport de forquilles i manté els BSCA National Competition Roller Records.
El 1993, la Century Road Club Association de la ciutat de Nova York va retirar els seus corrons vintage i el seu disc mecànic per uns Kreitler Rollers i un sistema informàtic que podia monitorar fins a sis participants alhora. Cada hivern es du a terme l'esdeveniment USA Cycling anomenat Iowa Roller Race Series que estableixen els campions de curses de corrons. Les proves utilitzen Kreitler Rollers i el programa DOS Roller Fusion, que va ser encarregat a la dècada de 1990 pel desaparegut Al Kreitler. En honor d'Al Kreitler, el promotor de les Iowa Roller Race Series, Greg Harper, va organitzar al 2011 Al Kreitler Memorial Killer 2-Mile Roller Races. (Per clarificar, Al Kreitler no va ser assassinat; el seu gos va ser anomenat "Killer").

## Corrons per a ciclisme fixos o de cavallet

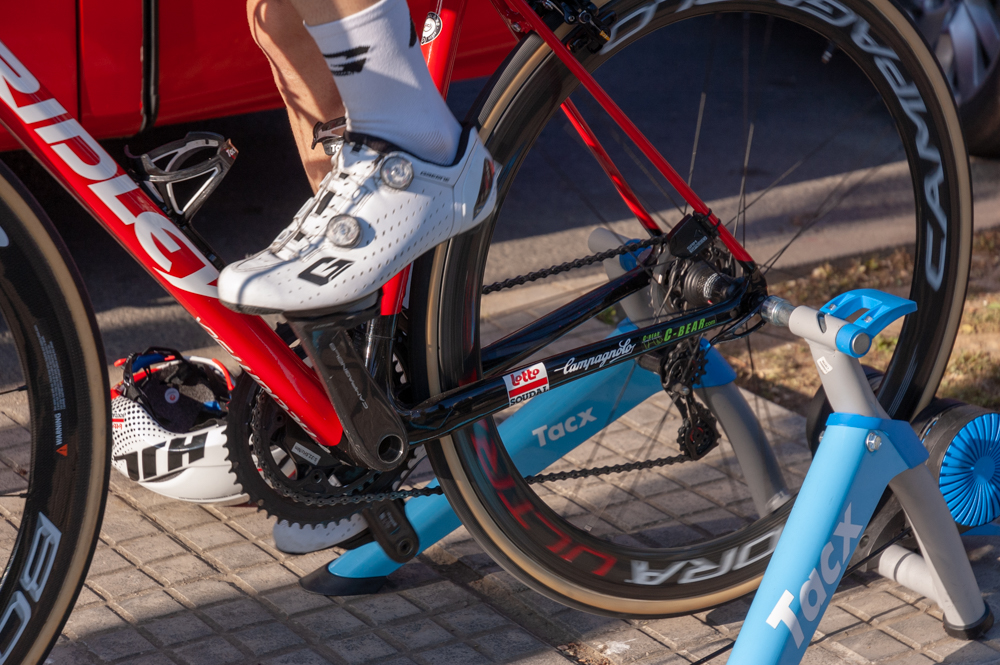
Corró per a bicicleta de resistència

Aquest tipus de corrons són els més econòmics i més populars. La roda de darrere se connecta, mitjançant un sistema de bloqueig, a l'aparell. Els dos tipus bàsics són de fregament, que fan més soroll i donen una sensació de rodatge, i de fluid que són menys sorollosos.

### Resistència magnètica
En els corrons de resistència magnètica, la bicicleta està subjecta per la roda del darrere a l'estructura del corró a través d'un cavallet, i un rodament controlat magnèticament regula la intensitat. Fan resistència a la pedalada a través d'un imants situats a prop de la roda d'inèrcia metàl·lica, que gira quan es pedala, a la unitat de resistència del corró, que pot regular-se per a modificar la intensitat de càrrega gràcies a un comandament que s'adapta al manillar.

### Resistència de fluids o hidràulica
Son similars als anterior però la resistència es regula per un circuit de líquid o fluid, normalment oli, que té tendència a frenar la roda d'inèrcia que movem al pedalar. Són més silenciosos i donen una sensació més real de pedalada amb increments d'intensitat. No disposen de comandament de regulació d'intensitat, és el propi ciclista qui la regula mitjançant la pedalada, oferint una resistència més real. Els models més moderns disposen de pantalla electrònica de control.
També existeixen els corrons híbrids magnètic-fluids, i incorporen la palanca de regulació per a regular la resistència.

### Transmissió directa o smart bikes
En aquest tipus de corró s'ha de retirar la roda de darrere per a encaixar la pròpia bicicleta a l'estructura del corró mitjançant la cadena de la bicicleta. Disposen de sensors que faciliten en temps real dades sobre l'activitat, alguns oferixen recorreguts virtuals per a entrenar. Tenen un sistema de resistència per fluids i proporcionen una sensació de resistència a la pedalada més realista i natural. El sistema és molt més silenciós que els anteriors i són els més difícils d'emmagatzemar, al no ser plegables.
S'anomena corró intel·ligent als corrons de fluid o transmissió directa que tenen l'opció de connectar-se mitjançant tecnologia wifi o bluetooth en combinació amb aplicacions de qualsevol dispositiu electrònic, permetent la interacció amb altres ciclistes, virtualitzacions d'entrenaments, etc. Són els que tenen un cost més elevat.